# Riqualificazione energetica dell'edificio
Nell'edilizia per riqualificazione energetica dell'edificio (o retrofit energetico dell'edificio) si intendono tutte le operazioni, tecnologiche e gestionali di intervento edilizio, atte al conferimento di una nuova (prima inesistente) o superiore (prima inadeguata) qualità prestazionale alle costruzioni esistenti dal punto di vista dell'efficienza energetica, volte cioè alla razionalizzazione dei flussi energetici che intercorrono tra sistema edificio (involucro e impianti) ed ambiente esterno.

## Descrizione
In generale, gli interventi di riqualificazione energetica del patrimonio edilizio esistente sono finalizzati a:
- migliorare il comfort degli ambienti interni;
- contenere i consumi di energia;
- ridurre le emissioni di inquinanti e il relativo impatto sull'ambiente;
- utilizzare in modo razionale le risorse, attraverso lo sfruttamento di fonti energetiche rinnovabili in sostituzione dei combustibili fossili;
- ottimizzare la gestione dei servizi energetici attraverso sistemi di termoregolazione contabilizzazione del calore;

Il concetto di riqualificazione energetica dell'esistente - correlato a quello di sostenibilità del costruito - è promosso a livello internazionale da politiche che individuano nella necessità di un sostanziale cambiamento nel modo di costruire, di gestire e di manutenere gli edifici esistenti, la chiave di volta, in ambito edilizio, per la salvaguardia dell'ambiente e per la tutela della salute e del benessere dell'uomo. Un'intensa attività di legislazione e di redazione di norme tecniche sul rendimento energetico del costruito definisce parametri di efficienza sempre più restrittivi e criteri di risparmio sempre più vincolanti, imponendo interventi di adeguamento del patrimonio esistente a standard prestazionali più elevati, ad esempio nelle fasi di progettazione, realizzazione e gestione di un green building. Parallelamente i governi di molti Stati europei hanno introdotto incentivi economici per agevolare interventi di riqualificazione energetica che garantiscano tempi di ritorno degli investimenti compatibili con le possibilità di spesa dei proprietari degli immobili e il ciclo di vita delle tecnologie impiegate.
Le opportunità di miglioramento andrebbero valutate con una diagnosi energetica che evidenze gli interventi principali, in grado di garantire un retrofit vantaggioso, interessano sia il sistema tecnologico sia la gestione energetica dell'edificio, e riguardano fondamentalmente:
- il miglioramento delle prestazioni dell'involucro edilizio (incremento dell'isolamento termico, sostituzione dei serramenti, installazione di idonei sistemi di schermatura solare...);
- la sostituzione di componenti obsoleti degli impianti di climatizzazione invernale e di illuminazione con altri più efficienti dal punto di vista energetico e con minore impatto sull'ambiente in termini di emissioni prodotte;
- l'utilizzo dell'energia gratuita del sole per la produzione di energia elettrica (pannelli fotovoltaici) e termica (collettori solari);
- la corretta gestione della ventilazione naturale e del raffrescamento passivo al fine di limitare la diffusione di impianti di condizionamento estivo, responsabili dell'incremento dei consumi elettrici;
- la revisione della contrattualistica inerente ai servizi energetici (meccanismi di incentivi/disincentivi finanziari);
- l'introduzione di sistemi di contabilizzazione individuale dell'energia per la sensibilizzazione alla riduzione dei consumi.

## Strategie di efficientamento energetico nazionali

### Paesi Bassi
Nel 2013 il governo olandese e i partner del progetto "Circle Economy", MVO Nederland e l'Amsterdam Economic Board, hanno stipulato l'accordo "Energy Agreement" adottando una serie di obiettivi da raggiungere entro il 2020 nell'ottica del miglioramento dell'efficienza energetica degli edifici. A settembre 2014 è stato avviato un progetto, che affondava le proprie radici nel Green Deal del 2013, destinato a rendere i Paesi Bassi una zona calda circolare.
I Paesi Bassi mirano a una rapida transizione verso un'economia a emissioni zero e la legge sul clima del 2019 "Climate Act" ha formulato obiettivi ambiziosi: il piano per la sostenibilità presentato alla Commissione europea prevedeva un investimento di 5,2 miliardi di euro per ridurre del 49% le emissioni di CO₂ entro il 2030 e da 80 a 96% dal 2050 rispetto ai livelli del 1990.
Insieme alla "Climate Act" è stato sviluppato l'Accordo sul clima del 2019, che contiene obiettivi e misure di riduzione delle emissioni in cinque settori: elettricità, industria, ambiente edificato, mobilità, agricoltura e ambiente naturale.
I Paesi Bassi puntavano a conquistare la leadership nella finanza verde, a diventare leader di sostenibilità ma erano in ritardo rispetto al raggiungimento dell'obiettivo dell'Unione europea per il 2020 ossia il 20% di efficienza energetica e il 20% di quota di energie rinnovabili.
La politica olandese per l'ambiente ha adottato il programma Save Energy Now che fornisce prestiti a basso costo o sussidi per interventi di efficientamento energetico negli edifici, i quali consistono in maggior isolamento dell'involucro edilizio, nell'installazione di pannelli solari, pompe di calore o impianti solari termici. Esistono vari tipi di agevolazioni:
- L'ISDE (Investeringssubsidie duurzame energie)[5]: con il programma pluriennale olandese lanciato il 1º gennaio 2016 per investimenti per l'energia sostenibile e il risparmio energetico è possibile ricevere un sussidio per l'acquisto, tra le altre cose, di pompe di calore. Si tratta di un programma di incentivi organizzato dalle autorità olandesi per stimolare il riscaldamento sostenibile ed è adatto sia per utenti privati che per utenti aziendali [N 1].

Questa sovvenzione compensa in parte i costi d'investimento iniziale del dispositivo e varia in base al dispositivo acquistato e alle sue prestazioni energetiche;
- Il SEEH (Subsidie energiebesparing eigen huis): sovvenzione per risparmio energetico, che comprende circa il 20% dell'investimento, indirizzata solo a proprietari e residenti che abbiano effettuato almeno due misure di isolamento minime, ossia la sostituzione degli infissi con vetri basso emissivi, l'isolamento del tetto, l'isolamento della parete di cavità o del pavimento;
- Lo STEP (Energy Performance Incentive Scheme for the Rental Sector): Il programma di incentivazione per prestazioni energetiche nelle abitazioni in affitto (STEP) è un incentivo che dà un ulteriore impulso agli investimenti nel risparmio energetico negli edifici esistenti, consentendo ai proprietari di migliorare le prestazioni energetiche delle loro proprietà in affitto. I locatori possono richiedere l'incentivo del programma STEP se desiderano migliorare il rendimento energetico delle proprietà date in affitto, ad esempio per installare la pompa di calore ibrida, ma l'affitto deve essere al di sotto del limite massimo per affitti controllati;
- Il FEH (Energy Savings Fund for the Rental Sector): si tratta di un fondo di risparmio energetico per il settore degli affitti ed offre prestiti a basso interesse ai proprietari per rendere le loro proprietà in affitto più efficienti dal punto di vista energetico.

### Francia
La Legge Grenelle I è il primo provvedimento di realizzazione del progetto Grenelle Environnement che prevede nuove azioni per promuovere lo sviluppo sostenibile, per contrastare i cambiamenti climatici riducendo le emissioni di gas ad effetto serra tra il 1990 e il 2050 portando l'utilizzo di energie rinnovabili almeno al 23% del consumo energetico complessivo entro il 2020.
Per il settore dell'edilizia, che anche in Francia è quello che consuma più energia di tutti i settori economici, è disposto che tutti i nuovi edifici a partire dalla fine del 2012 presentino un piano di consumo di energia primaria inferiore, di media, ad una soglia di 50 kWh/m²/anno. La legge in esame stabilisce inoltre che la Francia concorra alla creazione di una piattaforma europea sulla "ecocostruzione" per la realizzazione di edifici a basso consumo energetico.
Uno strumento che mette in pratica la legge Grenelle negli edifici è il CPE, un contratto di prestazione energetica tra un committente (privato o pubblico che porta avanti il progetto) e operatori specializzati in servizi energetici, avente il fine di migliorare le prestazioni energetiche di un edificio attraverso investimenti in lavori, forniture o servizi.
Il settore dell'edilizia rappresenta poi oltre il 30% delle emissioni globali di CO₂ e dunque la Francia ha intrapreso diverse iniziative e azioni per passare a un settore immobiliare globale a emissioni zero. Tra queste iniziative, ricordiamo:
- La Global Buildings and Construction Alliance (Global ABC), un forum lanciato alla COP21 (Parigi, 2015) con l'obiettivo di sviluppare una visione comune di questa transizione e di rafforzare gli impegni per quanto riguarda il settore immobiliare nella riduzione dei gas climalteranti.
- Il programma di efficienza energetica per l'edilizia (PEEB),  operativo da marzo 2018 e avviato dalla Francia nel quadro dell'Alleanza mondiale per gli edifici e le costruzioni, che mira a mobilitare investimenti in programmi di transizione a basse emissioni di carbonio per il settore immobiliare nei paesi in via di sviluppo.
- La campagna Nearly Zero Energy Building (campagna NZEB), lanciata nel 2017 come parte del Clean Energy Ministerial e della Global Buildings and Construction Alliance, che mira a incoraggiare i governi e le imprese a impegnarsi in strategie di decarbonizzazione.

La legge Grenelle I ha anche previsto l'obbligo di audit energetico per i condomini (costruiti prima del 1 giugno 2001, con almeno 50 lotti a uso residenziale prevalente e con un impianto di riscaldamento o raffrescamento collettivo) per conoscere il proprio stato energetico e le possibilità di riduzione del proprio consumo energetico.
Alla Legge Grenelle I, il 10 luglio 2010, si è susseguita la legge Grenelle II, la quale traspone in misure concrete gli obiettivi posti dal provvedimento precedente di fronte alla necessità di ridurre i consumi di energia in tutti i settori (edilizia in particolare).
Dopo l'entrata in vigore della suddetta legge nel 2010, l'Agenzia nazionale per l'abitazione ha proposto un programma volto a migliorare le prestazioni termiche degli alloggi privati fornendo un sostegno dedicato agli occupanti. Più di 50.000 famiglie hanno rinnovato le loro case tramite questo programma, attraverso incentivi ai lavori di adeguamento, una sovvenzione aggiuntiva e un prestito a tasso zero.
Il 1 marzo 2011 è stato poi istituito l'Osservatorio nazionale sulla povertà energetica (ONPE), che consente di avere una conoscenza condivisa del fenomeno della povertà energetica e quindi di favorire una migliore progettazione di interventi a livello nazionale, locale ed europeo.
La povertà energetica, che può dipendere da prezzi dell'energia particolarmente alti, da un reddito basso della famiglia, ma anche da una casa non efficiente dal punto di vista energetico, è un problema rilevante innanzitutto perché l'energia, al pari di altre necessità di base è un bene il cui consumo determina significative esternalità positive. L'obiettivo primario del parlamento francese era dunque quello di combattere la povertà energetica (Chèque Energie, Eco prêt à taux zéro : éco-PTZ) attraverso l'eliminazione graduale delle cosiddette "passoires thermiques" (letteralmente, le "scolapasta termiche"), ovvero le abitazioni scarsamente isolate.
La lotta contro la povertà energetica in Francia vede protagonista, oltre all'Osservatorio francese sulla povertà energetica, la rete RAPPEL, fondata nel 2007 e oggi composta da più di 1.000 professionisti, partner ed intermediari provenienti da diversi settori che fornisce assistenza e, acquisendo esperienze sul campo, indirizza le politiche francesi in materia.
Venendo alle abitazioni in affitto, si può dire che il loro efficientamento sia difficoltoso poiché né il proprietario né l'affittuario vogliono accollarsi i costi delle migliorie. La rete RAPPEL chiedeva allora di vietare l'affitto delle "passoires thermiques" per incoraggiare i proprietari di case a svolgere lavori di efficienza energetica, come era già previsto dalla legge di transizione energetica nel 2015 (Legge N. 2015 - 992 del 17 agosto 2015). Tale legge fissava, tra i grandi obiettivi del nuovo modello energetico, quello di portare la quota di energie rinnovabili dei consumi energetici finali al 23% al 2020 e al 32% al 2030, di diminuire la parte fossile (meno 30% al 2030 rispetto al 2012) e quello di rinnovare gli edifici, per economizzare l'energia e abbassare il costo delle bollette.
Sia l'efficienza energetica degli edifici che la loro dotazione tecnologica condizionano i consumi di energia delle famiglie. Le azioni che impattano l'efficienza energetica degli edifici (rifacimento del cappotto termico, sostituzione di infissi ecc.) hanno un ritorno dell'investimento nel lungo periodo mentre quelle relative alla dotazione tecnologica (sistema di riscaldamento in essere, efficienza delle apparecchiature elettriche in uso nell'abitazione, ecc.), comportando un impegno finanziario più ridotto, consentono di compensare la spesa per l'investimento con i risparmi già nel medio-breve periodo.
A fronte di un PNIEC francese ambizioso, presentato a dicembre 2019, si devono sottolineare le incertezze osservate nell'attuazione della transizione energetica, soprattutto riguardo a modo e orizzonte temporale per la riduzione del nucleare, sviluppo di potenziali sostituti dei combustibili fossili, efficacia delle misure dal lato della domanda.
Riguardo alla riduzione del nucleare, la Francia aveva reagito alla crisi petrolifera, negli anni settanta, con scelte radicali, costruendo quasi 60 reattori nucleari che hanno prodotto nel 2019 ancora circa il 75% dell'elettricità francese, e quindi sono diventati la principale fonte di energia elettrica e una garanzia di indipendenza energetica del paese superiore al 50%.
Il primo report (giugno 2019) dell'Alto Consiglio per il clima (Haut Council pour le Climat - HCC), composto da 11 esperti per vigilare sulle politiche climatiche francesi, ha infatti valutato insufficienti le azioni intraprese per raggiungere gli obiettivi climatici.
Da qui l'accelerazione per l'approvazione di un progetto di Legge che era in discussione da febbraio 2019, per porre l'obiettivo zero emissioni nette entro il 2050 e promuovere le energie rinnovabili. Il provvedimento prevedeva, tra le altre misure:
- il taglio del 50% di energia nucleare nella produzione di elettricità;
- il taglio dei consumi energetici di circa 7,2 milioni di abitazioni dotate di cattivo isolamento termico;
- l'accelerazione della ristrutturazione energetica degli edifici con un fondo di garanzia per agevolare i prestiti alle famiglie a basso reddito, con i finanziamenti agevolati per la ristrutturazione di unità abitative dell'edilizia popolare e con il sostegno dell'innovazione.

Con il Decreto nº 2020-26 del 14 gennaio 2020 si stabilivano le condizioni per la concessione a partire dal 1º gennaio 2020 del bonus di transizione energetica istituito dall'art. 15 della legge 2019-1479 28 dicembre 2019 che poteva essere attribuito ai proprietari per finanziare le spese in favore della rinnovazione energetica dei loro appartamenti. Si prevedeva per il 40% delle famiglie francesi con redditi più modesti, la graduale conversione in un bonus,  chiamato MaPrimeRénov' e versato dall'Agenzia nazionale per l'abitazione (Anah Agence nationale de l'habitat), del credito d'imposta di transizione energetica (CITE) sulle spese sostenute. Le condizioni per usufruirne erano:
1. reddito del nucleo familiare occupante l'alloggio, e di cui almeno uno dei componenti è proprietario, inferiore o uguale a un massimale fissato in base alla composizione del nucleo familiare stesso;
2. alloggio occupato come residenza principale per almeno sei mesi all'anno dai proprietari alla data di inizio dei lavori e dei servizi (salvo obbligo professionale, motivi di salute o caso di forza maggiore);
3. abitazione o edificio in questione costruito da più di due anni alla data di inizio dei lavori e dei servizi.

A seguito dell'emergenza sanitaria, il governo ha annunciato un piano di rilancio il 3 settembre 2020 che ha reso accessibile per il 2021 il sostegno statale MaPrimeRenov', a tutti i proprietari, a prescindere dal loro reddito e dal fatto che occupino o affittino l'alloggio oggetto di ristrutturazione.
Anche per i comproprietari per lavori su aree comuni è diventato possibile beneficiare di MaPrimeRenov' Copropriétés a condizione che i condomini effettuino opere, sulla base di preventivi firmati dal 1 ottobre 2020, che consentano un guadagno energetico del 35%.
L'accesso a questo contributo è stato esteso al 40% delle famiglie con redditi intermedi (che nel frattempo potranno continuare a beneficiare del CITE) per i lavori iniziati nell'ottobre 2020, da gennaio 2021 se occupano la casa che stanno ristrutturando e da luglio 2021 se la affittano.
Sono inoltre incentivati, al di là dei vari lavori di rinnovamento (cambio caldaia, coibentazione sottotetto o pareti, ventilazione, ecc.), le ristrutturazioni globali che, combinando più azioni, consentono l'uscita dal filtro termico (da etichetta energetica F o G),  sono premiati con un bonus gli edifici a basso consumo (BBC) che raggiungono l'etichetta energetica B o A o finanziate, per le famiglie con redditi intermedi o più alti, le ristrutturazione complete, a condizione che il lavoro consenta un guadagno energetico superiore al 55%.
I proprietari di case che presentano perdite a livello energetico potranno aumentare gli affitti nelle zone di forte domanda solo se effettuavano lavori atti al raggiungimento almeno della classe energetica E.
Uno sguardo al futuro: Dal 1º gennaio 2022, i venditori di un'abitazione classe energetica F o G dovranno fornire, oltre alla diagnosi di rendimento energetico, un audit energetico completo dell'immobile, con un programma e una stima del costo del lavoro e delle modalità di finanziamento. A partire da tale data, anche i professionisti del settore immobiliare dovranno promuovere la ristrutturazione energetica di loro immobili.
Dal 1º gennaio 2023 invece, affinché tutte le unità abitative siano qualificate come "decenti", sarà necessario rispettare criteri minimi di rendimento energetico e dal 2025 vigerà il divieto di affitto per le "passoires thermiques". Per concludere, dal 2028 in poi, in caso di vendita o di messa in locazione di un immobile residenziale il cui consumo energetico supererà la soglia E, i proprietari dovranno menzionare l'inosservanza di tale obbligo negli annunci.